# Катагири, Мисао
Мисао Катагири (яп. 片桐 操 Катагири Мисао, 15 апреля 1947 — 21 июля 1972) — японский убийца.

## Биография
Мисао Катагири родился в Токио и был известен как фанат оружия. 29 июля 1965 года он застрелил полицейского и ранил ещё одного в префектуре Канагава. Катагири украл пистолет и угнал четыре машины. В токийском специальном районе Сибуя он напал на оружейный магазин возле пожарной станции и взял заложников. В результате произошла перестрелка с полицией. Около 5 тысяч человек (среди них был Норио Нагаяма) были свидетелями перестрелки, в результате которой были ранены шестнадцать человек. Один из заложников напал на преступника, это позволило полиции арестовать его.
За свои преступления Мисао Катагири был приговорён к смертной казни и повешен 21 июля 1972 года.